# 도도 다카토라
도도 다카토라(일본어: 藤堂 高虎, 1556년 2월 16일 ~ 1630년 11월 9일)는 센고쿠 시대부터 에도 시대 전기에 활약한 다이묘이다. 법명은 도모요시(智吉). 주군을 여러번 바꾼 센고쿠 무장으로 잘 알려져 있다.
축성술이 뛰어나 우와지마성, 이마바리성, 사사야마성, 쓰성, 이가 우에노성, 제제성, 순천왜성 등을 축성했다. 다카토라의 축성은 석벽을 높게 쌓는 것과 해자의 설계에 특징이 있다. 같은 축성의 명수 가토 기요마사(加藤清正)는 석벽의 휨을 중시한다는 것에서 대비된다.

## 생애

### 오미에서
고지 2년 음력 1월 6일(1556년 2월 16일), 오미 이누카미 군 도도무라(현재 시가현 이누카미군 고라정)의 토호 도도 도라타카(藤堂虎高)의 아들로 태어난다. 도도 씨는 선조 대대로 영주였지만, 센고쿠 시대에 들어서 서서히 몰락했고, 다카토라가 태어날 즈음에는 일개 농민에 불과했다. 아명은 요요시? 혹은 도모요시?이다.
처음 오미의 센고쿠 다이묘 아자이 나가마사의 가신이 되었고, 겐키 원년(1570년) 아네가와 전투에 참전해 무공을 세워 나가마사를 기쁘게 하였다. 덴쇼 원년(1573년) 아자이 씨가 오다 노부나가에 의해 멸문되자, 아자이 가의 옛 가신인 아쓰지 사다유키를 거쳐 이소노 가즈마사를 섬겼다.

### 오다, 하시바의 가신으로
뒤이어 오미를 벗어나 노부나가의 조카인 오다 노부즈미를 모신다. 그러나 그리 오래 가지는 못해 덴쇼 4년(1576년) 하시바 히데나가를 섬겨, 3000석의 작은 영토를 받는다. 히데나가의 수하에서 주고쿠 정벌, 시즈가타케 전투등에 종군한다. 시즈가타케 전투에서 발군의 기량을 뽐내 무공을 세웠기 때문에 2000석이 가증되었다. 후에 히데요시로부터 5000석을 더 받아 합계 1만 석의 다이묘로 승진했다.
덴쇼 13년(1585년) 기이 사이카 공격에 종군하고, 이 즈음 히데요시의 명령으로 사이카토의 수장으로 있는 스즈키 시게오키를 모략으로 자결로 몰고간다. 덴쇼 15년(1587년) 규슈 정벌에도 종군해, 1만 석이 가증되어 좀 전 것의 배인 2만 석이 되었고, 이 즈음 히데요시의 천거로 정5위하, 사도노카미에 위계되었다.
덴쇼 19년(1591년) 히데나가가 죽자, 그의 조카 하시바 히데쓰구를 주군으로 모신다. 히데쓰구의 대리로 다음 해인 분로쿠 원년 임진왜란 때 군을 이끌고 출정한다. 수군 9000여 명을 이끌고 참전하였으나, 이순신이 지휘한 조선 수군에게 여러 차례 패전하였다. 일본 수군의 첫 패배였던 옥포 해전 당시 지휘관이기도 했다.
분로쿠 4년(1595년) 히데쓰구가 처형당하자 고야산으로 출가한다. 하지만 그의 재능을 아까워한 도요토미 히데요시의 소환에 응해 환속한다. 5만 석을 가증받아 이요 사카지마(현재 우와지마시) 7만 석 다이묘로 승진했다. 이때 히데요시로부터 니혼마루라는 군함을 받았다고 전해진다.
게이초 2년(1597년)부터 정유재란때 수군을 이끌고 참가한다. 조선 수군의 장수 원균이 이끄는 수군을 칠천량 해전에서 섬멸시켰지만, 명량 해전에서 다시 삼도수군통제사로 복위된 이순신에게 대패하였다. 그리고 귀국 후 1만 석이 가증되어 8만 석의 다이묘가 된다. 그리고 거성이었던 사카지마 마루토키 성을 대규모로 개축한다. 완성후 우와지마성으로 개명한다.

### 세키가하라
게이초 3년(1598년) 8월, 히데요시가 죽자 다카토라는 다음 번 패자(覇者)는 도쿠가와 이에야스라는 걸 판단하고 재빨리 이에야스에게로 접근한다. 그리고 도요토미 씨의 가신단이 무단파와 문치파로 분열하자, 다카토라는 무단파와 함께 도쿠가와 이에야스 측으로 붙는다.
게이초 5년(1600년) 우에스기 가게카쓰에 대해 이에야스가 거병하자, 이에야스의 아이즈 정벌에 병력을 이끌고 종군한다.[아이즈 정벌로 인해 당시 정치의 중심이었던 오사카가 텅비게 되자 이 틈을 노린 이시다 미쓰나리 등의 서군이 거병하였다. 다카토라는 이에야스의 동군에 속해 오다 히데노부가 지키고 있는 기후성공격에 참전하고, 9월 15일 세키가하라 전투에도 참가해 오타니 요시쓰구의 부대와 겨뤘지만 그 부대에 걸려 꼼짝못했다. 또, 와키자카 야스하루, 오가와 스케타다, 구쓰키 모토쓰나, 아카자 나오야스 등을 조력으로 서군을 배신하게 만든 공으로, 전후에 이에야스로부터 이요 이마바리 20만 석으로 가증 이봉되었다.

### 에도 시대
그 후 다카토라는 에도 막부의 중신이 되었다. 에도 성 개축 등에도 힘썼기 때문에 게이초 13년(1608년) 이카 일국 및 이세 8개 군 22만 석에 가증 이동된다. 이세 쓰번의 번주가 되었다. 이에야스는 다카토라의 능력과 충의를 높게 평가해서, 도자마 다이묘임에 불구하고 대우는 후다이 다이묘로 중용한다.
게이초 19년(1614년) 오사카 겨울 전투에 막부군으로 참전한다. 이듬해 오사카 여름 전투에서도 막부규으로 참전, 스스로 가와치 방면의 선봉으로 지원해, 야오에서 도요토미 측 조소카베 모리치카 부대와 전투를 벌인다(야오 전투). 이 전투에서 조소카베 군의 맹공으로 도도 군은 조소카베 군에 고전했고, 무장 도도 요시카쓰와 도도 다카노리를 비롯 600여명의 사상자가 나왔다. 하지만 전투에서는 승리해 그 공적으로 전후 32만 석이 가증되어 동년 윤6월 종사위하로 위계되었다.
이에야스 임종 직전에 침상 곁에 있는 것이 허락되었다. 이에야스 사후 쇼군 히데타다를 섬겼고, 겐나 6년(1620년) 도쿠가와 히데타다의 딸인 마사코가 조정으로 입궁할 때 스스로 지원해 선도역을 맡았다. 궁궐에 들어가, 마사코의 궁내 입궁을 반대하는 귀족들에게 「마사코 님이 입궁하지 못한다면 책임을 지고 어소(御所)에서 할복하겠다.」라고 말하며 강력히 밀어붙였다고 한다.

### 말년 및 사후
말년에는 눈병을 앓아 실명했으며, 간에이 7년 음력 10월 5일(1630년 11월 9일) 향년 75세로 세상을 떠났다. 가독은 장남 다카쓰구가 대를 이었다.

## 인물
- 6척 2치(약 190cm)의 키를 자랑하는 거한이었다고도 한다.
- 다카토라는 몇 번이나 주군을 바꿔, '변절자' 혹은 '권력의 앞잡이'라는 소리가 많아서, 역사 소설등에서 부정적으로 묘사되는 경우가 많다. 사실이기는 하지만, 에도 시대에 유교의 가르침을 받은 무사가 나타나기 이전 일본에서는 가신은 자신의 일한 만큼 은상을 받고, 장래성이 있는 주군을 스스로 선택하는 것이 당연했다[1]. 그러나 소 요시토시의 경우도 자신의 세력에 누를 끼치지 않기 위해 어쩔 수 없이 실시한 이혼 한 번이 그렇게나 변절자 취급을 받던 관점과 같은 기준으로 판단했기 때문에 도도 다카토라가 변절자 취급을 당한 것일 수 있다.
- 무용뿐만 아니라, 쓰 번의 번정에 기반을 쌓았고 내정수완 및 문학과 다도에도 뛰어난 문화인이었다는 설도 있다.
- 『항상 죽기를 각오하면 마음의 동요가 없는 법이다.』라는 말을 남겼다고 전해진다.

## 일화
- 고단[2], 로쿄쿠[3]의 「도도 다카토라, 출세의 떡」에서는 아쓰지 씨 슬하에서 떠나 낭인생활을 하는 젊은 시절 다카토라가 미카와국 요시다주쿠(현재 아이치현 도요하시시)까지 가서, 요시다야 라는 떡집에서 미카와 떡을 무전취식했다. 주인 요시다야 히코베에게 고향에 돌아가 부모님을 모셔야 한다고 말하고 노잣돈까지 받았다고 한다. 때마침 요시다야의 부인이 오미로 외출했었다고 한다. 나중에 다이묘로 출세한 다카토라가 산킨코타이[4] 할 때 들러 떡값을 주었다는 이야기가 전해지고 있다.
- 어느날, 2사람의 가신(여색을 좋아하는 가신과 노름을 좋아하는 가신) 사이에 다툼이 벌어져, 그것을 다카토라가 중재를 하게 되었다. 이 때, 다카토라는 여색을 좋아하는 가신을 추방하고 노름을 좋아하는 가신은 아직 전망이 있다고 생각해 그대로 두었다고 한다. 노름은 계산이 빨라야 되기 때문인 것 같다.
- "무사란 주군을 7번 바꾸지 않는다면, 무사라고 말할 수 없다."라는 발언했다고 한다.

## 실력주의자
- 다카토라는 소위 실력주의자다. 어디까지나 혈연이 좋은 것도 아니었다. 그와 관계없이 그는 자기 실력만으로 살아 남아왔다. 오다 노부즈미를 모시고 있을 때 큰 공적을 올렸지만, 노부즈미는 다카토라를 싫어해서 가증하지 않았다. 이 때문에, 다카토라는 자신의 영지를 버리고 낭인이 되었다가 후에 하시바 히데나가를 모셨다고 전해진다.
- 히데요시 사후, 도요토미 씨의 은공을 받은 다이묘로 있으면서, 재빨리 도쿠가와 이에야스에게 접근한 것에 여러 다이묘가 힐난했다. 확연히 충의로 중시하는 무사의 풍토에서는 결코 칭찬받을 수 없는 일이다. 이에 다카토라가 말하기를 「자기 입장이 명확하지 않는 자야 말로, 만일의 경우 무슨 일이 생기면 제일 먼저 의지할 곳이 없게 된다.」라고 사서에 기록되어 있다. 다카토라는 도쿠가와 히데나가를 섬길 시에는 충실한 가신이었고, 시코쿠 정벌 때에는 히데나가를 따라 많은 공을 세웠다.
- 이에야스는 오사카 진에서 공을 올린 다카토라를 은상하고, 「국가에 무슨 일이 생기면, 가장 먼저 다카토라의 손을 빌리겠다.」라고 말했다고 한다. 도쿠가와가의 가신 대부분은 주군을 여러차례 바꾼 다카토라를 그다지 좋아하지 않았지만, 이에야스는 그의 실력을 인정한 것 같다. 오사카 여름 진에서 다카토라는 선봉으로 나서 그 충성심을 보였다. 이에 이에야스는 그것을 인정하고 다카토라에 대한 신뢰가 깊어 졌다고 한다. 그리고, 이에야스 임종 시, 도자마 다이묘로써는 유일하게 다카토라만이 침상 곁에 있는 것을 허락받았다고 한다.
- 단, 막말의 도바·후시미 전투에서 막부군의 열세를 깨닫자, 곧바로 관군을 배신해, 막부 측에 포격을 가한 것은 도도 가문였다고 기록되어 있다. 이때 막부군에서는 「역시 번조의 가르침이군」 이라고 비아냥거렸다고 한다.
- 본령 쓰 번 외에 막부의 명에 의해 여식의 결혼으로 사돈 관계로 있는 아이즈번의 가모 씨와 다카마쓰번의 이코마 씨, 그리고, 가토 기요마사 사후, 구마모토번의 정무까지 맡아 가신단의 대립을 조정하고, 160여만 석을 통치했다. 하지만 다카토라의 존재 하나만으로 간신히 유지되었다고 말할 수 있고, 다카토라 사후, 전부 개역[5]되었다고 한다.

## 관련 작품

### 드라마
일본
- NHK 대하드라마
  - 도쿠가와 이에야스 (1983년) - 마에다 마사아키
  - 히데요시 (1996년) - 토쿠 히데키
  - 아오이 도쿠가와 삼대 (2000년) - 타무라 료
- 사나다 태평기 (1986년, NHK 신대형시대극) - 코다마 켄지

한국
- 불멸의 이순신 (2004년, KBS) - 최동준
- 징비록 (2015년, KBS1) - 안홍진

### 영화
- 명량 (2014년) - 김명곤
- 《한산: 용의 출현》 (2022년) - 김명곤

## 같이 보기
- 이코마 소동
- 쓰쓰이 소동
- 에히메 현 고코쿠 신사

| 전임 도도 도라타카 | 제9대 도도가 당주 ? ~ 1630년 | 후임 도도 다카쓰구 |

|  | 이마바리번 번주 (도도가) 1600년 ~ 1608년 | 후임 마쓰다이라 사다후사 |

| 전임 도미타 노부타카 | 제1대 쓰번 번주 (도도가) 1608년 ~ 1630년 | 후임 도도 다카쓰구 |